# Just Dance Wii U
Just Dance Wii U (también conocido como ジャストダンス Wii U) es un videojuego musical para Wii U, exclusivo de dicha plataforma, lanzado únicamente en el mercado japonés. Fue lanzado en Japón el 3 de abril de 2014. Pertenece a la serie de videojuegos Just Dance.

## Apariencia
Just Dance Wii U se ejecuta en el formato de Just Dance 2014 y tiene algunas propiedades de Just Dance 4.

## Cambios y Diferencias
- Los Mashups no están presentes, así como las versiones extremas y suplentes y los modos Maestro del partido, como se muestra en el remolque, pero las monedas mojo están presentes.
- Similar a títulos japonesas anteriores, DLC no está presente.
- El "Perfect, de buena y OK de" dar la cara más grande y más brillante.
- Similar a títulos japonesas anteriores, Uplay no está presente.
- El movimiento y la precisión de micrófono son fijos.
- Los bailarines parecen más a la pantalla.
- Las monedas JD se muestran en la pantalla como "JD". En Just Dance 2014 , son Mojo monedas y se muestran como "M".
- El menú se ha cambiado para mostrar dos canciones al entrar en el menú.
  - Esto se debe a la falta de la tienda y el World Dance Floor.
- Se añaden diferentes efectos de sonido y la hora de elegir el desplazamiento.

## Lista de canciones
Just Dance Wii U cuenta con un total de 35 canciones.
| Canción                                                     | Artista                         | Dificultad    | Año  | Modo       | Bailarín(es) |
| ----------------------------------------------------------- | ------------------------------- | ------------- | ---- | ---------- | ------------ |
| "Follow Me                                                  | E-Girls                         | Difícil       | 2012 | Solo       | ♀            |
| "Koi Suru Fortune Cookie"                                   | AKB48                           | Fácil         | 2013 | Dúo        | ♀/♀          |
| "Flying Get"                                                | AKB48                           | Medio         | 2010 | Dance Crew | ♀/♀/♀/♀      |
| "Wish For You"                                              | EXILE                           | Difícil       | 2010 | Dúo        | ♂/♂          |
| "Kiss Datte Hidarikiki"                                     | SKE48                           | Difícil       | 2012 | Solo       | ♀            |
| "Sansei Kawaii!"                                            | SKE48                           | Difícil       | 2013 | Solo       | ♀            |
| "Electric Boy (Japanese Version)"                           | KARA                            | Medio         | 2012 | Solo       | ♀            |
| "Tsukematsukeru"                                            | Kyary Pamyu Pamyu               | Fácil         | 2011 | Solo       | ♀            |
| "Ninja Re Bang Bang"                                        | Kyary Pamyu Pamyu               | Difícil       | 2013 | Solo       | ♀            |
| "Dance de Bakōn!"                                           | °C-ute                          | Medio         | 2010 | Solo       | ♀            |
| "Dance My Generation"                                       | Golden Bomber                   | Fácil         | 2013 | Solo       | ♂            |
| "Memeshikute"                                               | Golden Bomber                   | Fácil         | 2009 | Dance Crew | ♂/♂/♂/♂      |
| "EZ DO DANCE"                                               | TFR                             | Fácil         | 1993 | Dúo        | ♂/♀          |
| "Gakuen Tengoku"                                            | Dream5                          | Medio         | 2011 | Dúo        | ♂/♀          |
| "Acerola Taiso no Uta"                                      | Humbert Humbert                 | Fácil         | 2010 | Dúo        | ♀/♀          |
| "FANTASTIC BABY (Japanese Version)"                         | BIGBANG                         | Difícil       | 2013 | Solo       | ♂            |
| "Love Machine"                                              | Morning Musume                  | Medio         | 1999 | Dance Crew | ♀/♀/♀/♀      |
| "Ikuze! Kaitō Shōjo"                                        | Momoiro Clover Z                | Difícil       | 2010 | Dúo        | ♀/♀          |
| "Mite Mite☆Kochichi"                                        | Momoiro Clover Z                | Medio         | 2012 | Solo       | ♀            |
| "Tell Your World"                                           | livetune ft. Hatsune Miku       | Fácil         | 2012 | Solo       | ♀            |
| "Gimme! Gimme! Gimme! (A Man After Midnight) (JD2014)/(AD)" | ABBA                            | Fácil         | 1979 | Solo       | ♀            |
| "Can't Take My Eyes Off You (JD4)"                          | Boys Town Gang                  | Fácil         | 1982 | Dúo        | ♀/♀          |
| "The Final Countdown (JD4)"                                 | Europe                          | Medio Difícil | 1985 | Dúo        | ♂/♂          |
| "Careless Whisper (JD2014)"                                 | George Michael                  | Medio Difícil | 1985 | Dúo        | ♂/♀          |
| "I Will Survive (JD2014)"                                   | Gloria Gaynor                   | Fácil         | 1978 | Solo       | ♀            |
| "Part of Me (4D)/(2014D)"                                   | Katy Perry                      | Medio Difícil | 2012 | Solo       | ♀            |
| "Applause (JD2014)"                                         | Lady Gaga                       | Medio         | 2013 | Solo       | ♀            |
| "Just Dance (JD2014)/(2015D)"                               | Lady Gaga ft. Colby O'Donis     | Medio Difícil | 2008 | Solo       | ♀            |
| "Sexy And I Know It (2014D)/(2015D)"                        | LMFAO                           | Medio         | 2011 | Solo       | ♂            |
| "Moves Like Jagger (JD4)/(2014D)/(2015D)"                   | Maroon 5 ft. Christina Aguilera | Medio         | 2011 | Solo       | ♂            |
| "What Makes You Beautiful (JD4)"                            | One Direction                   | Fácil         | 2011 | Dance Crew | ♂/♂/♂/♂      |
| "Gangnam Style (4D)/(2014D)/(2015D)"                        | PSY                             | Difícil       | 2012 | Dueto      | ♂/♀          |
| "Gentleman (JD2014)"                                        | PSY                             | Medio         | 2013 | Solo       | ♂            |
| "Livin' la Vida Loca (JD4)"                                 | Ricky Martin                    | Fácil Difícil | 1999 | Solo       | ♂            |
| "Superstition (JD4)"                                        | Stevie Wonder                   | Medio Fácil   | 2013 | Solo       | ♂            |

- Un "JD4" indica que esta canción es sobre Just Dance 4.
- Un "JD2014" indica que esta canción es sobre Just Dance 2014.
- Un "4D" indica que esta canción era es un DLC en Just Dance 4.
- Un "2014D" indica que esta canción es un DLC en Just Dance 2014.
- Un "2015D" indica que esta canción es un DLC en Just Dance 2015.
- Un "AD" indica que esta canción también está en ABBA: You Can Dance.